# Гаджиєво
Гаджиєво (рос. Гаджиево, колишні назви: Ягельна Губа, Скалистий) — місто в Мурманській області Російської Федерації. Адміністративний центр Гаджієвського округу, що входить до складу закритого адміністративно-територіального утворення «Олександрівський міський округ». Свою назву отримав від прізвища радянського офіцера-підводника М. І. Гаджієва. Населення міста згідно перепису 2010 року становило 11 068 мешканців.

## Історія
У 1957 році в списку населених пунктів Мурманської області вперше згадувалось селище Ягельна Губа, що підпорядковувалось місту Полярний.
16 жовтня 1967 року селище отримало назву Гаджієво на честь підводника, Героя Радянського Союзу, капітана ІІ рангу Магомета Гаджієва (1907–1942).
З 19 вересня 1979 року — робітниче селище Гаджієво.
Указом Президії Верховної Ради РРФСР від 14 вересня 1981 року робітниче селище Гаджієво отримало статус міста закритого типу й нову назву — Скалистий. У відкритому листуванні місто іменувалося Мурманськ-130.
Згідно розпорядження уряду Російської Федерації від 16 січня 1994 року «Скалистий» стало офіційною назвою міста.
З 1992 року місто було адміністративним центром ЗАТУ місто Скалистий.
У 1999 році місту повернуто теперішню назву — Гаджієво.
У 2008 році ЗАТУ місто Скалистий було включено до складу ЗАТУ Александровськ як територіальний округ Гаджієво.

## Військово-морська база

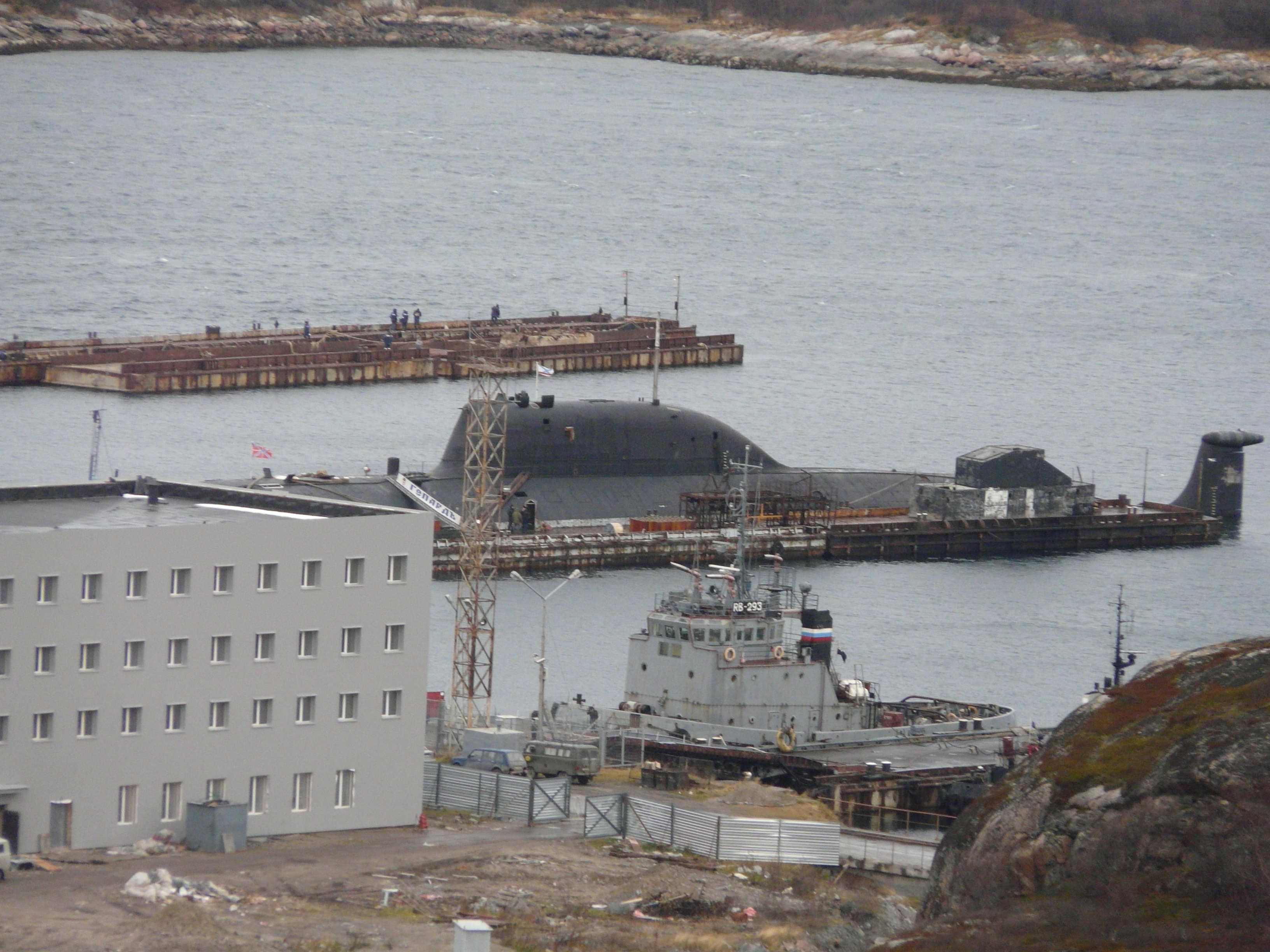
Вид на військово-морську базу «Гаджиєво»

У 1956 році на узбережжі бухти Ягельна розпочато будівництво військово-морської бази підводних човнів Північного флоту СРСР «Гаджиєво», яка дала початок місту.
У 1993 році тут було створено завод з перезарядки реакторів атомних підводних човнів.
В Гаджієво дислокується 269-й окремий загін боротьби з підводними диверсійних силами і засобами (в/ч 30853).

## Пам'ятники і монументи
- Пам'ятник С. А. Премініну (скульптор — О. М. Шебунін).
- Пам'ятник В. І. Леніну.
- Монумент підводникам перших радянських атомних підводних ракетних крейсерів проекту 667А.
- Монумент початку космічної ери (зменшена копія обеліска «Підкорювачам космосу» в Москві).
- Меморіал героям-підводникам часів Другої світової війни.